# Forestdale (Massachusetts)
Forestdale é um lugar designado pelo censo localizado no condado de Barnstable no estado estadounidense de Massachusetts. No Censo de 2010 tinha uma população de 4.099 habitantes e uma densidade populacional de 380,62 pessoas por km².

## Geografia
Forestdale encontra-se localizado nas coordenadas 41° 41′ 01″ N, 70° 30′ 39″ O. Segundo a Departamento do Censo dos Estados Unidos, Forestdale tem uma superfície total de 10.77 km², da qual 9.83 km² correspondem a terra firme e (8.68%) 0.93 km² é água.

## Demografia
Segundo o censo de 2010, tinha 4.099 pessoas residindo em Forestdale. A densidade populacional era de 380,62 hab./km². Dos 4.099 habitantes, Forestdale estava composto pelo 96.17% brancos, o 0.73% eram afroamericanos, o 0.56% eram amerindios, o 1.24% eram asiáticos, o 0% eram insulares do Pacífico, o 0.32% eram de outras raças e o 0.98% pertenciam a duas ou mais raças. Do total da população o 1.83% eram hispanos ou latinos de qualquer raça.